# Jordi Canyissà Bach

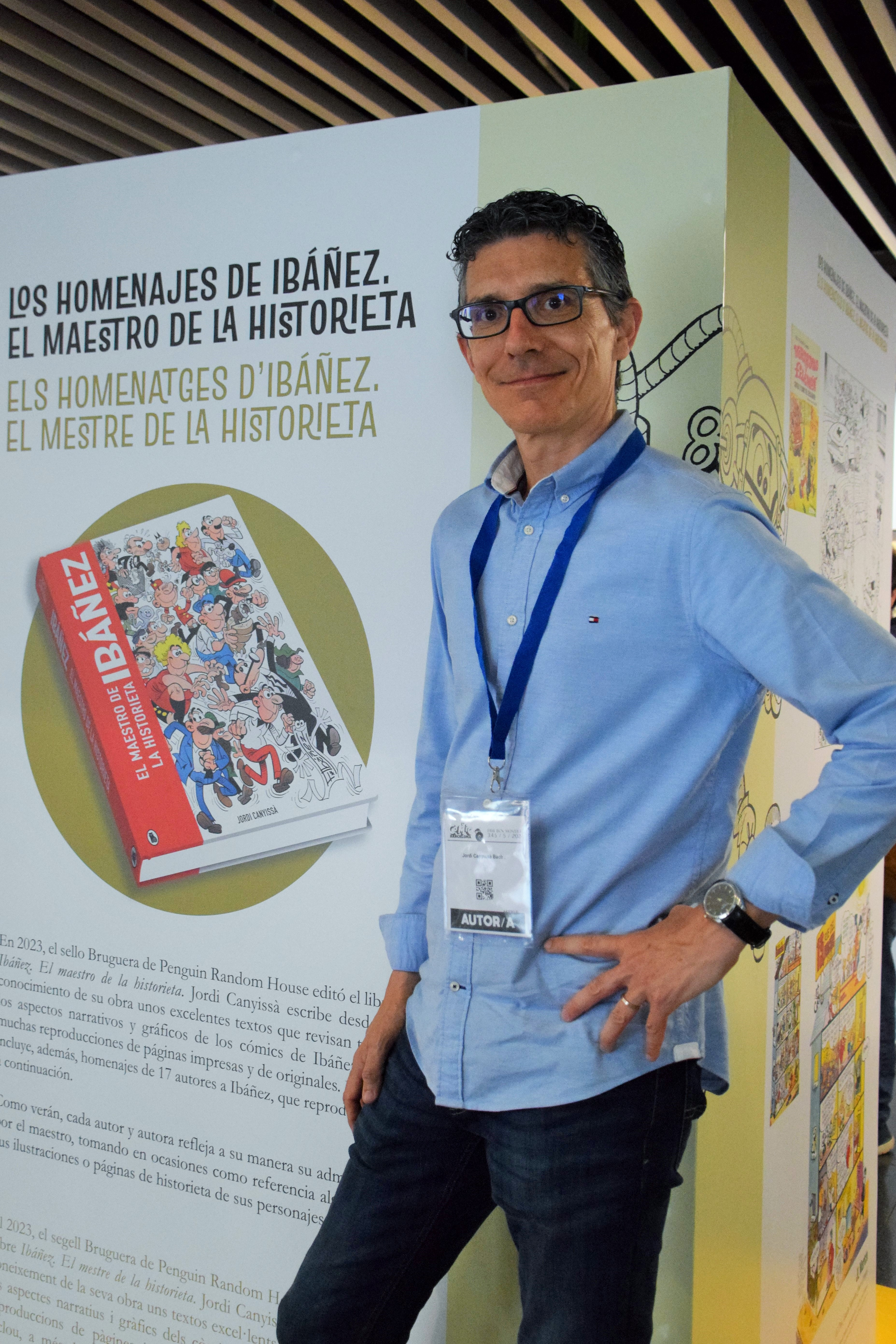
Jordi Canyissà a l'exposició "El nostre Ibáñez". 42 Comic Barcelona (2024).

Jordi Canyissà Bach (Barcelona, 1972) és un periodista, crític, assagista i dibuixant de còmics català. És autor del llibre biogràfic Raf, el 'gentleman' de Bruguera (Amaníaco Edicions, 2015) dedicat a l'autor de còmic Joan Rafart Roldán, i la monografia sobre Francisco Ibáñez, titulada Ibáñez. El mestre de la historieta, publicada pel segell Bruguera de Penguin Random House el 21 de setembre de 2023 en català i en castellà.

## Biografia
És llicenciat en Dret per la Universitat de Barcelona (1995) i en Periodisme per la Universitat Pompeu Fabra (1997). Com a teòric i divulgador de la historieta comença col·laborant en textos per al fanzine Voz en Off i en entrevistes publicades a la revista de còmic Amaníaco, com la realitzada a Manuel Vázquez. Per al fanzine U, el hijo de Urich va escriure sobre còmic francobelga, amb articles dedicats a Christophe Blain, René Pétillon, Daniel Goossens i Edgar P. Jacobs. També ha estat ponent en col·loquis universitaris internacionals i ha escrit articles sobre còmic franco-belga a Entrecomics, articles sobre Hergé, sobre Jacques Tardi o sobre l'Editorial Bruguera a Tebeosfera i crítica d'historieta als anuaris de revista cultural espanyola Jot Down. És membre de l'associació de crítics ACDCómic i escriu regularment en el diari La Vanguardia, especialment com a crític d'historieta en el suplement literari Cultura/s tant en la seva versió impresa com en la seva versió web.
Ha col·laborat en llibres d'assaig sobre còmics com El gran Vázquez. Coge el dinero y corre (2011), Tebeos. Las revistas infantiles (2014), Jan. El genio humilde (2014), La bande dessinée historique (2015), On the Edge of the Panell (2015), El humor gráfico (2019) i Carpanta 75 aniversario (2022), entre d'altres. Ha escrit articles sobre còmic en U, el hijo de Urich, Entrecomics, Humoristán, Tebeosfera i anuaris de Jot Down. Ha participat en xerrades, presentacions, clubs de lectura sobre còmic i el 2023 va moderar la taula rodona "L'auge del còmic, el manga i la novel·la gràfica" en el Fòrum Edita de Barcelona.
El desembre de 2014 va publicar la biografia Raf. El 'gentleman' de Bruguera dedicada a l'autor de còmic Joan Rafart Roldán, un treball que "va més enllà de la biografia individual quan retrata un col·lectiu al qual van privar dels seus drets d'autor". Segons el periodista i crític literari de La Vanguardia Xavi Ayén aquesta biografia "situa a aquest elegant autor d'aire britànic en el lloc que sempre degué ocupar: el d'un dels grans de la historieta espanyola". Per albra banda, el crític del diari El Mundo Luigi Benedicto Borges va qualificar l'obra com "un treball metòdic i enciclopèdic".
El 2023 va publicar la monografia sobre Francisco Ibáñez titulada Ibáñez. El mestre de la historieta, dedicada al creador de Mortadel·lo i Filemó que, en paraules de l'agència EFE, "reivindica el dibuixant com un artista". Per la seva banda, El Periódico destacà que "és un assaig que busca ser un llibre d'art, que d'una banda ensenya i fa lluir la seva obra i a la vegada l'analitza amb la visió del crític". El periodista Jaume Vidal del diari El Punt Avui recalcà "l’anàlisi de l'humor, el dibuix i la narrativa" de l'historietista i Xavier Roca el fet que el llibre "transmet al lector la sensació de trobar-se davant les pàgines originals del dibuixant".
El mes de desembre de 2024 va publicar El canon franco-belga del cómic. Una historia de la historieta europea a la col·lecció Tebeotextos de AcyT Ediciones de Tebeosfera. Aquest assaig, amb pròleg del crític i guionista Antonio Altarriba, proposa una anàlisi sobre el model de l'anomenat còmic francobelga des d'abans de l'aparició de Tintín i fins a finals del segle xx.
Com historietista, va participar, a partir de 1993, en l'última etapa de la revista d'historietes Mortadelo Extra publicada per Edicions B amb la sèrie humorística Eddy Tor, protagonitzada per un editor de còmics, les aventures dels quals es continuen publicant a la revista Amaníaco. És autor dels còmics Sinvergüenzas ajenas (1998) i El ático (2001). Com a humorista gràfic ha col·laborat en llibres col·lectius publicats per Angle Editorial com per exemple Enfoteu-vós-en (2012). El 2011 va rebre el Premi Josep Escobar per una de les seves tires còmiques.

## Assaig (llibres col·lectius)
- 2011: El gran Vázquez. Coge el dinero y corre, Dolmen Editorial. ISBN 978-84-15-20138-0.
- 2014: Tebeos. Las revistas infantiles, ACyT Tebeosfera. ISBN 978-84-616-8954-5.
- 2014: Jan. El genio humilde, ACyT Tebeosfera. ISBN 978-84-697-3895-5.
- 2015: Jot Down 100 Cómics, Jot Down. ISBN 978-8494093951.
- 2015: La bande dessinée historique, Presses de l'Université de Pau. ISBN 978-2-35311-064-3.
- 2015: On the Edge of the Panell, Cambridge University Press. ISBN 978-1443877879.
- 2019: El humor gráfico. Diminuta Editorial. ISBN 978-84-946376-6-7.
- 2020: El guión de cómic II. Diminuta Editorial. ISBN 978-84-946376-8-1.
- 2022: Carpanta 75 aniversario. Bruguera - Penguin Random House. ISBN 978-84-02-42787-8.
- 2023: Jot Down Còmics #7, Jot Down.

## Assaig
- 2015: Raf. El 'gentleman' de Bruguera, Amaníaco Edicions, 2015. ISBN 978-84-942426-8-7.
- 2023: Canyissà, Jordi. Ibáñez: el mestre de la historieta.  Bruguera (Penguin Random House), 2023 (Bruguera Clásica). ISBN 978-8402428929.
- 2024: El canon franco-belga del cómic. Una historia de la historieta europea, Tebeosfera, 2024. ISBN 978-84-09-61584-1.

## Obra de còmic
| Any  | Títol                | Tipus      | Publicació                     |
| ---- | -------------------- | ---------- | ------------------------------ |
| 1998 | Sinvergüenzas Ajenas | Monografia | Los Impresentables de Amaníaco |
| 2011 | El Ático             | Monografia | Los Impresentables de Amaníaco |